# Hässja

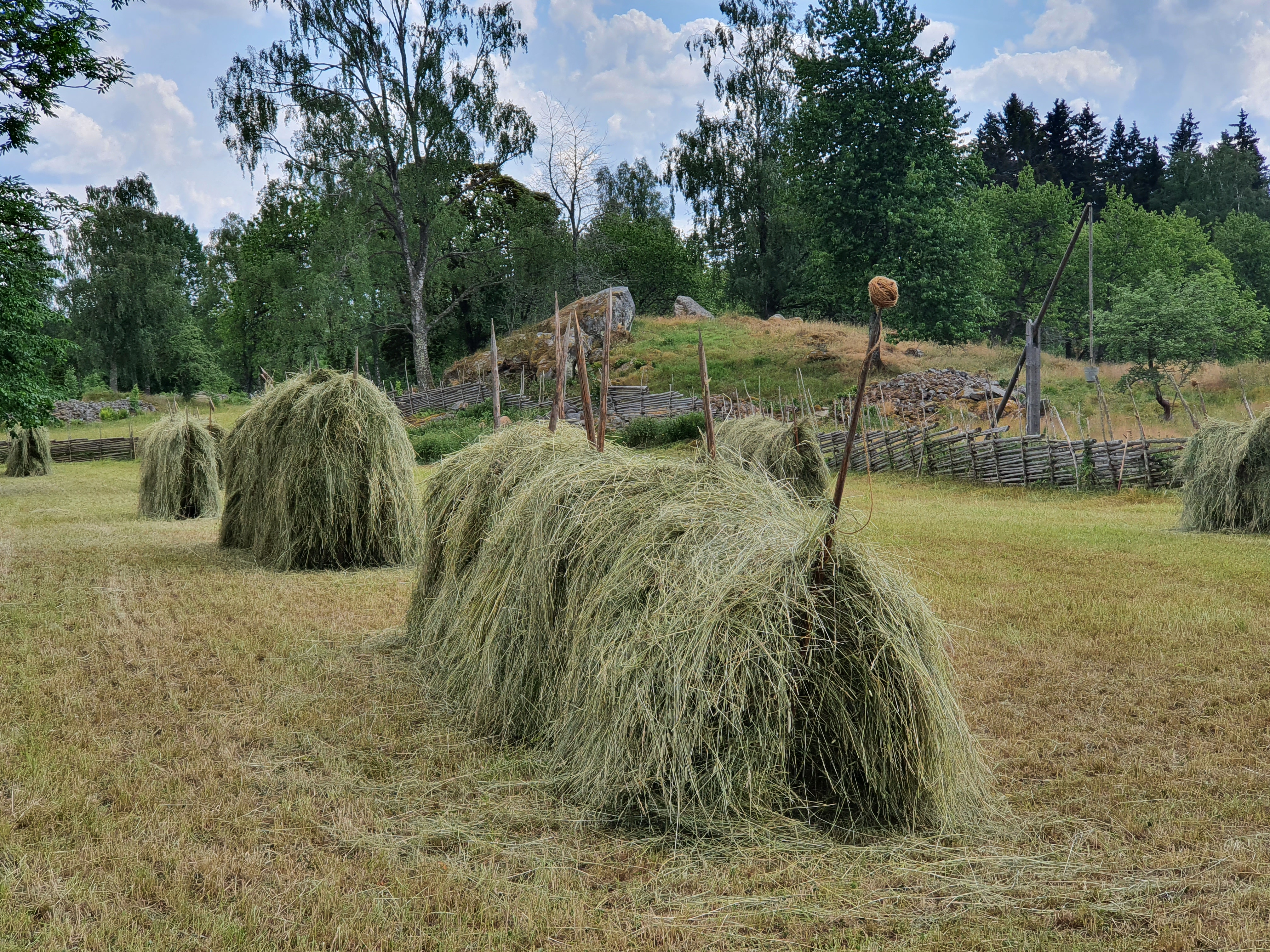
Hässjor med tråd i Aneby

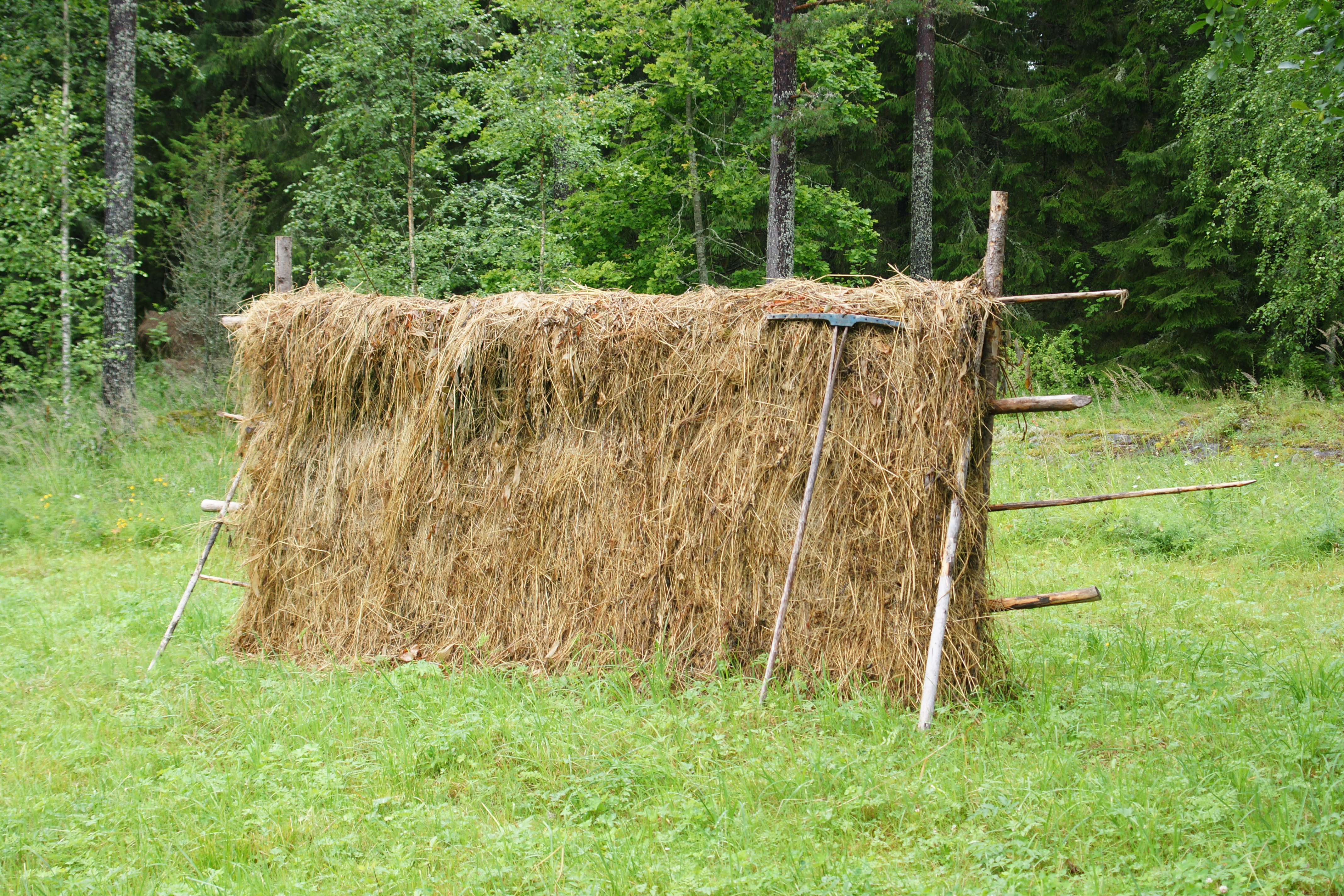
Hässja i trädgård, sommaren 2015.

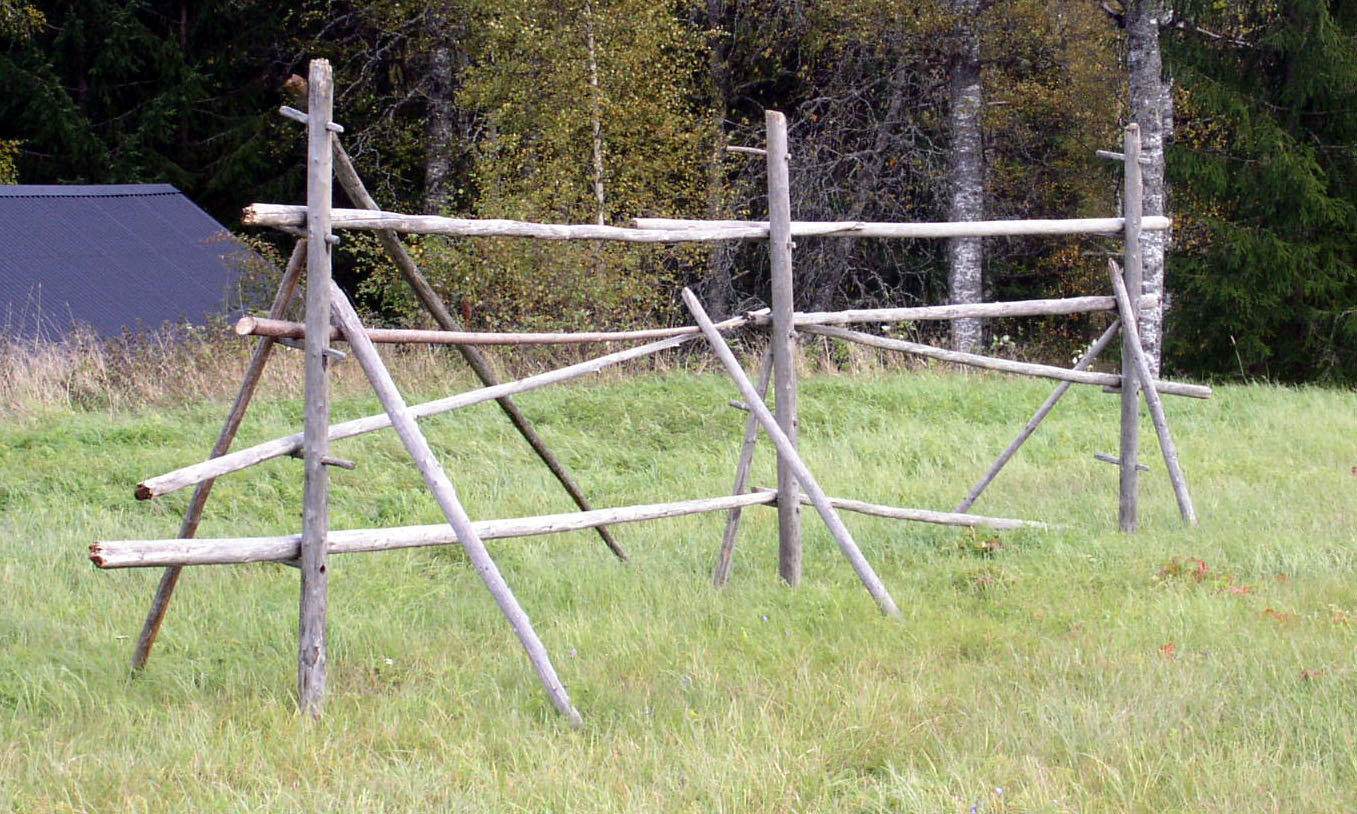
Tom hässja i Gravendal, Dalarna, 2007.

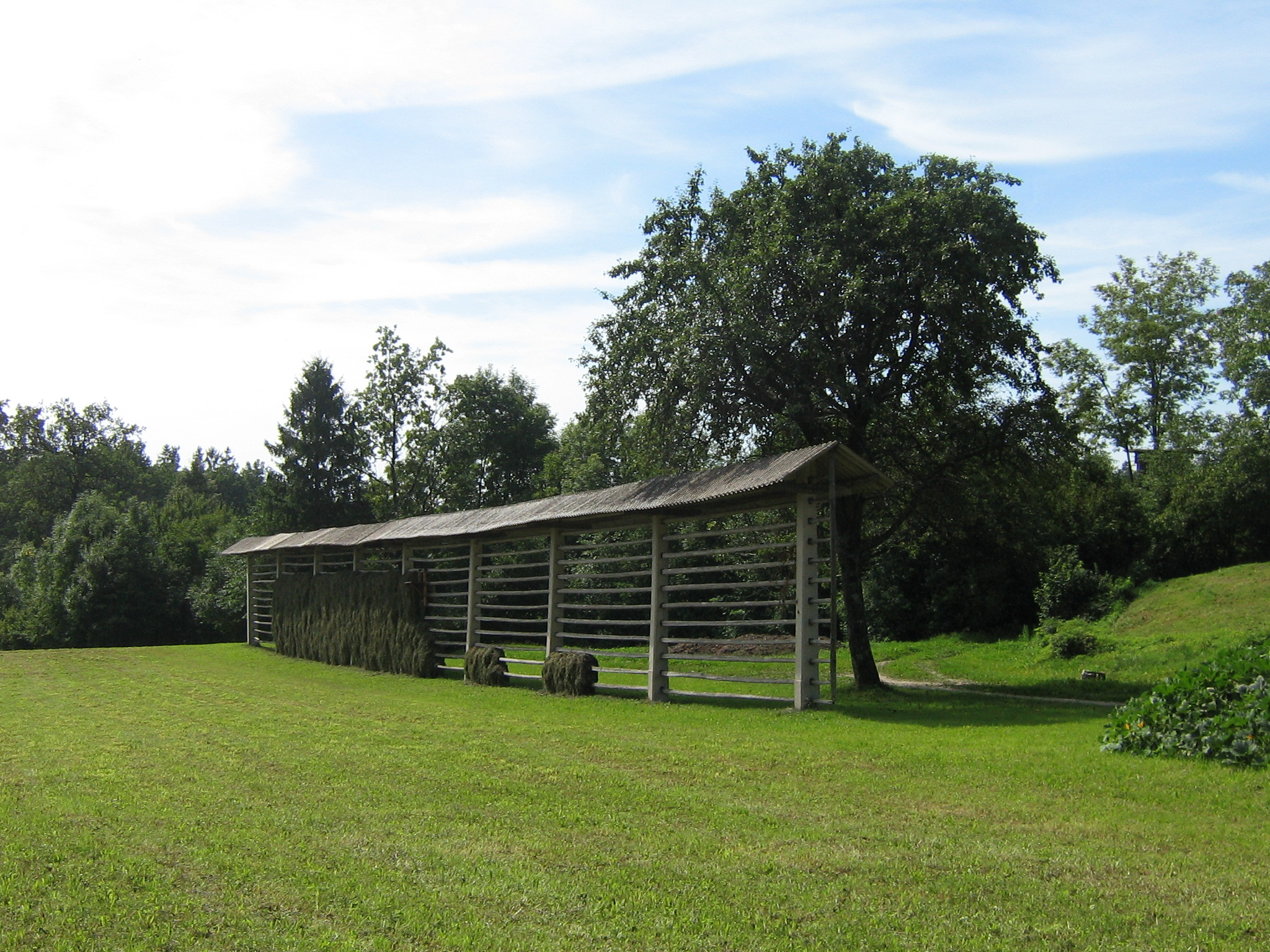
Slovensk långhässja (kozolec), permanent utställd och här delvis klädd med hö, i närheten av Preddvor i norra Slovenien.

En hässja är en ställning för att torka hö eller liknande skörd, ute i det fria. Den är i regel bestående av stående störar och däremellan liggande slanor eller uppspända trådar. Ställningen används för att torka en skörd i form av slaget gräs, starr och örter till hö eller för att torka sädeskärvar eller ärtris.
Ställningen kan vara utställd endast säsongsvis eller permanent byggd. Arbetet att lägga upp hö på hässjan kallas för att hässja. Hö på ställningen kallas hässjat hö. Även ställningen med pålagt hö kallas ofta höhässja. Bruket med hässjning minskade kraftigt under senare delen av 1900-talet då torkningen av hö förenklades med mekaniserade hövändare och torkanordningar i byggnaderna där höet kördes in. Med ökat intag av vinterfoder i form av balar minskade samtidigt intaget av löshö och hässjningen minskade ytterligare.

## Konstruktion

### Svenska höhässjor
Höhässjor var av olika typ i olika delar av Sverige och även mellan närliggande byar. En typ som var vanlig i exempelvis Ångermanland var att de vertikala stolparna, krakarna, stöttades med 3 stag. I stolparna borrades hål för träpinnar som sattes i hålen och stack ut några decimeter för att slanor (cirka 6 eller 7 stycken) skulle kunna ligga mellan stolparna på de utstickande pinnarna. En sådan hässja rymde en "länk" hö. "Länk" är ett (numera historiskt) mått på en mängd hö. En höhässja med vertikala stolpar, och slanor däremellan, rymde 2 "länkar" hö.
För att en höhässja skall stå stadigt, och inte till exempel blåsa omkull, så bör de (tre) stag som stöttar de vertikala stolparna vara satta så tätt, att den huvudsakliga tyngden överförs på stagen och endast en mindre del på krakarna.
På andra platser användes andra typer av höhässjor. Exempelvis var det på vissa platser vanligt att sträng (ståltråd), eller tråd (snöre) användes istället för slanor, för att lägga hö på.
Det förekom även hässjor (som i Lumsheden) som sattes i långa led, vilket gjorde att en krake (krage eller gubbe) kunde bära upp två länk (golv) på var sida. Dessa led kunde innehålla 10–12 golv. Kragar stöttades med två sneda stöttor, som stod ömsom lite snett in från vänster respektive höger för att stadga hässjan i längdled.  På kragens pinnar lades sedan horisontellt hässjeroer som man lade höet på. Höet packades på roan, och sedan lades en ny roa på höet.  Detta gjordes tills 5–6 lager lagts.  Sista lagret kallades för att taka, och var viktigt för att hässjan skulle hålla mot regn och vind. Därför var det bara de mest vana karlarna som gjorde detta.

### Ingående delar i Siljansnäs hässjor
En hässja i Siljansnäs består av krak, rödor och snes. Krak, vertikala stolpar med ett antal snett uppriktade pinnar som de horisontella rödorna vilar på. På rödorna lägges höet. Kraken hålls uppe med snes, stöttor som lutar.
När inte hässjan används för att torka hö, samlas delarna ihop och bildar en rokall. Enligt obekräftade källor trodde tyska flygare att det var luftvärnskanoner och undvek att flyga över ängar med rokallar.

### Kornhässja

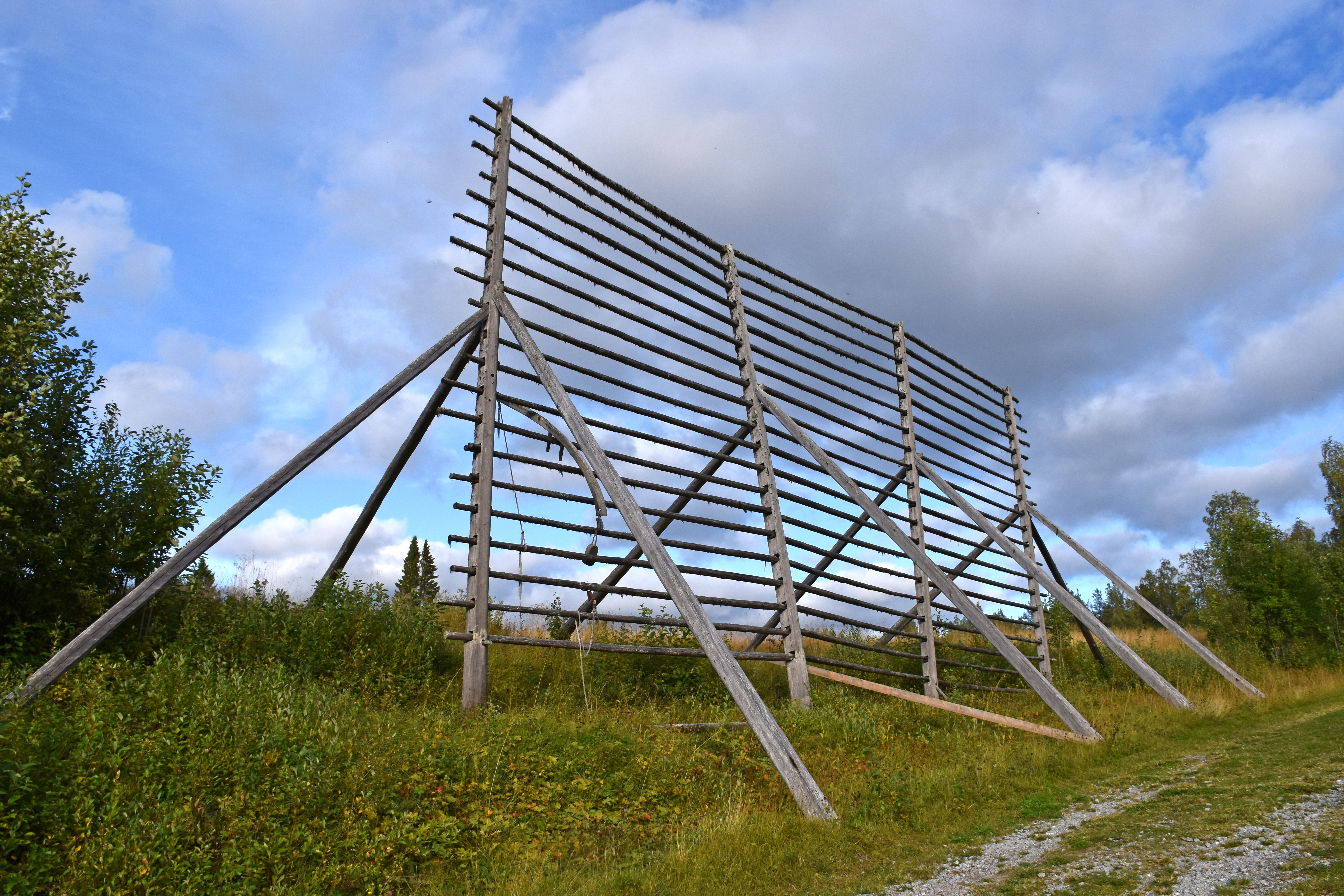
Kornhässja vi Torvsjö kvarnar i Åsele kommun

De hässjor som användes för korn var långhässjor men betydligt större och utställda permanent. Kornhässjor användes för att torka kornkärvar innan tröskningen. För att få upp kornkärvar användes vanligtvis rep och talja. En person fick alltså klättra upp högst upp i ställningen för att lägga upp kornkärvarna på hässjan. Det var ett arbete på hög höjd vilket medförde säkerhetsrisker.

### Kozolec
Kozolec är den slovenska benämningen/varianten av långhässja. Den är en permanent utställd, ofta högre konstruktion som överst har ett skyddande tak. Motsvarande hässjebyggen finns också i angränsande delar av Italien och Österrike, där slovenskspråkig befolkning finns.

### Ryttarehässja (stackstod)
Den fyrbenta ryttarehässjan är en särskild form av hässja som bland annat använts på våtängar. Den är i stora delar av Sverige traditionellt känd under namnet stacksto(d).

## Användning
I jämförelse med torkning på slag (liggande på marken) är torkning på hässja mindre känsligt för regn, då det yttersta hölagret fungerar som ett paraply för det underliggande höet. Tack vare formen kan särskilt de runda och delvis ihåliga ryttarehässjorna ge en stor del av höet väderskydd.
Hässjningen kräver dock stor manuell arbetsinsats och syns därför idag sällan i samband med yrkesmässig höskörd. Bruket med hässjning har i yrkesmässigt jordbruk allteftersom trängts undan av den mindre personalkrävande balningen, men den används fortfarande av vissa jordbrukare som vill bevara traditionen eller som har små arealer.
Hässjning fortlever i någon mån i de delar av Europa, där mindre eller mer svårbrukade fält gjort balningen mindre fördelaktig. Exempel är det kuperade Slovenien, det i stor utsträckning oskiftade Nederländerna (med många smala åkrar) och enstaka ställen i Skandinavien.